# Rafaella Maia
Rafaella Maia (nascida em 19 de maio de 2002) é uma atriz e modelo brasileira. Ela obteve destaque nacional ao se tornar a primeira adolescente a conquistar títulos em concursos de beleza em múltiplas categorias – municipal, estadual, mundial e como Miss Universo Teen, feito que impulsionou sua carreira nas áreas de televisão, teatro, moda e publicidade.

## Biografia
Rafaella Maia nasceu em São Paulo, SP, em 19 de maio de 2002. Desde cedo, demonstrou interesse pelas artes cênicas e pelo universo da moda. Iniciou sua trajetória artística em meados de 2011, atuando inicialmente em produções teatrais que contribuíram para o desenvolvimento de suas habilidades interpretativas. Sua ascensão ganhou força quando passou a concorrer em concursos de beleza; em 2015, tornou-se a primeira adolescente brasileira a conquistar simultaneamente os títulos municipal, estadual, mundial e Miss Universo Teen. Além disso, informações publicadas em sites como o Famous Birthdays indicam que sua mãe se chama Romaia, e ressaltam o interesse precoce da jovem pelo universo do entretenimento e da moda.

## Carreira
A trajetória profissional de Rafaella Maia é marcada pela versatilidade, abrangendo diversos segmentos da indústria do entretenimento e da moda.

### Início da Carreira Artística
Rafaella iniciou sua carreira em 2011, atuando em cenas teatrais que incluíam produções como Malévola, Peter Pan e O Mágico de Oz. Essa vivência no teatro contribuiu para o seu desenvolvimento artístico e para a consolidação de sua presença em concursos de beleza – etapa na qual, em 2015, ela conquistou o título de Miss Universo Teen, vencendo as categorias municipal, estadual e mundial.

### Televisão
Na televisão, Rafaella Maia ganhou projeção ao participar da produção Chiquititas, exibida pelo SBT. A produção, voltada ao público infantil e juvenil, foi determinante para ampliar sua visibilidade e abrir novas oportunidades no meio artístico.

### Teatro
No teatro, Rafaella Maia atuou em diversas produções que contribuíram para sua formação artística. Entre os trabalhos realizados destacam-se:
| Ano  | Título                        | Personagem       |
| ---- | ----------------------------- | ---------------- |
| 2011 | Malévola                      | Malévola         |
| 2012 | Peter Pan                     | Sininho          |
| 2013 | O Mágico de Oz                | Dorothy          |
| 2013 | O Príncipe e o Sapo Macunaíma | Bruxa            |
| 2013 | Show de Talentos              | Professora Dulce |
| 2013 | Grease                        | Sandy            |

### Modelo
Rafaella Maia desenvolveu intensa atividade no universo da moda, atuando tanto em passarelas quanto em campanhas publicitárias.

#### Desfiles
- Sppezzato Teen
- Levis
- Colcci Fun
- São Paulo Fashion Week Kids
- Feira Ópera
- Mega Polo
- Fanyland/Fanygirl
- Joy
- Mandi Teen
- Authoria

## Carreira Internacional e Moda
Em 2025, Rafaella Maia ganhou projeção internacional ao participar da Paris Fashion Week, representando marcas brasileiras como Raizz e Luz da Lua. A convite do coletivo Maison Bazaar, comandou a cobertura de bastidores de desfiles e entrevistas com estilistas, reforçando seu papel como influenciadora de moda.
Durante o evento, apresentou o quadro “Call Me Rafa”, no qual produziu conteúdos sobre a história e as curiosidades de marcas renomadas do mercado fashion. Em entrevistas, como para a revista Caras, ela destacou a diferença cultural entre o consumo de moda no Brasil e na França, criticando a ostentação presente em parte da produção digital brasileira. A experiência marcou sua transição definitiva para o universo fashion e do conteúdo digital.

#### Publicidade
- Dinda
- Torra Torra
- Caedu Modas
- Marisa
- Net Shoes
- Equestria Girls
- O Boticário

1. ↑  Revista Contigo. «Rafaella Maia começa a comemorar seu aniversário de 15 anos na França». Consultado em 23 de março de 2018
2. ↑  Montenegro e Raman. «Rafaella Maia». Consultado em 23 de março de 2018
3. ↑  Portal Villarino. «A brasileira Rafaella Maia é a nova Miss Universo Teen 2015». Consultado em 23 de março de 2018
4. ↑  Famous Birthdays. «Rafaella Maia - Idade, Vida Pessoal, Biografia». Consultado em 23 de março de 2018
5. ↑  Revista Caras. «Rafaella Maia conquistou o título de Miss Universe World Teen 2015». Consultado em 23 de março de 2018
6. ↑  Folha Geral. «Atriz mirim Rafaella Maia comemora seus 14 anos com mega festa e participação de MC Gui em São Paulo». Consultado em 23 de março de 2018
7. ↑  Pazin, Bárbara Aguiar, sob a supervisão de Arthur (14 de maio de 2025). «Rafaella Maia avalia produção de conteúdo sobre moda no Brasil: 'Muito voltado para ostentação'». CARAS Brasil. Consultado em 14 de julho de 2025
8. ↑  «Rafaella Maia representa marcas brasileiras na Paris Fashion Week». ISTOÉ Independente. 7 de março de 2025. Consultado em 14 de julho de 2025
9. ↑  Costa, João (13 de outubro de 2024). «Rafaella Maia faz presença no Baile da Sephora». O Extrato. Consultado em 14 de julho de 2025